# 桑德琳·泰斯圖德
桑德琳·泰斯圖德（Sandrine Testud，1972年4月3日—）是法国职业网球女运动员（1989年—），最高單打排名為世界第9。
泰斯圖德在1997年進入世界單打排名前二十，在1999年2月7日，她到達生涯排名最高位第九，這也是法國球員在同時有三位在世界前十，玛丽·皮尔斯（5）納塔莉·托齊亞（6），她的世界排名在1997年到2001年維持在世界前二十名，在2002年夏天她懷孕了，便從網球巡迴賽退出，待產了12個月後，她重返網壇並在2005年宣佈退役。
她的職業生涯一共獲得3個WTA單打冠軍與4個WTA雙打冠軍，在大滿貫都有打進第四輪，另外在1998年澳洲網球公開賽與1997年美國網球公開賽闖進八強。

## 外部連結
- 桑德琳·泰斯圖德的国际女子网球协会官方資料（英文）
- 桑德琳·泰斯圖德的國際網球總會 職業／青少年 官方資料（英文）
- Fed Cup - Player profile - Sandrine TESTUD (FRA) （页面存档备份，存于）